# Elmlohe
Elmlohe (niederdeutsch Elm) ist eine Ortschaft in der Stadt Geestland im niedersächsischen Landkreis Cuxhaven.

## Geografie

### Lage
Die Ortschaft Elmlohe liegt im Elbe-Weser-Dreieck zwischen den Städten Bremerhaven, Cuxhaven und Bremervörde. Neben dem Hauptort Elmlohe gehört noch Marschkamp zur Ortschaft. Am Südrand des Ortsgebietes verläuft die Geeste. Die nächste Großstadt ist Bremerhaven (ca. 10 km Luftlinie westlich).

### Nachbarorte
|                              | Drangstedt                                  |           |
| Wehden (Gemeinde Schiffdorf) | Kompassrose, die auf Nachbargemeinden zeigt | Kührstedt |
| Bramel (Gemeinde Schiffdorf) | Elmlohe – Ortsteil Marschkamp               |           |

(Quelle:)

## Geschichte
Die Burg Elmlohe wurde um 1300 von den Herren von Bederkesa aus dem an der Geeste gelegenen Quabben-Bach erbaut. Mitgründer der befestigten Ansiedlung war Werner von Bederkesa, der 1308 in einer Urkunde des Klosters Neuenwalde erwähnt wird. Auf dem zur Burg führende „Freien Damm“ wurden Handwerker und Kleinbauern auf dem dort gelegenen Ulmenwald (d. h. Elmlohe) angesiedelt. Im Jahre 1346 ließen die Herren von Elme und die von der Lieth hier in Burgnähe eine Kirche erbauen. Das der Gottesmutter Maria benannte Gotteshaus wurde aus dem Kirchspiel von Debstedt herausgelöst. Als Grund wird der weite Weg nach Debstedt und die „Todfeindschaft“ zu den friesischen Wurtsaten benannt. Wegen des Ungehorsames gegen seinen Lehensherrn wurde die Elmloher Burg unter Cord von der Lieth von einem Heer des Bremer Rates 1485 belagert und zerstört. Die Erbherren von der Lieth blieben bis zum 18. Jahrhundert als lehensberechtigte Gutsherren im Besitz ihres Elmloher Besitzes. Zum 700. Jubiläum von Emlohe wurde das Ereignis am 20. Juli 2008 mit einem Umzug durch den Ort gefeiert. Eine umfassende Darstellung über die Geschichte des Ortes wurde unter dem Titel „Elmlohe – ein Dorf im Wandel der Zeit 1308–2008“ veröffentlicht.
Bis 1997 verband eine Buslinie 15 der Verkehrsgesellschaft Bremerhaven (VGB) Elmlohe mit Bremerhaven und Köhlen.

### Eingemeindungen
Am 1. Juli 1968 wurde die zuvor selbständige Gemeinde Marschkamp in die Gemeinde Elmlohe eingegliedert.
Zum 1. Januar 2015 bildete Elmlohe mit den übrigen Gemeinden der Samtgemeinde Bederkesa und der Stadt Langen die neue Stadt Geestland.

### Einwohnerentwicklung

Einwohnerentwicklung von Elmlohe von 1910 bis 2017 nach nebenstehender Tabelle

| Jahr | Einwohner | Quelle |
| ---- | --------- | ------ |
| 1910 | 364       | [ 7 ]  |
| 1925 | 375       | [ 8 ]  |
| 1933 | 378       | [ 8 ]  |
| 1939 | 391       | [ 8 ]  |
| 1950 | 671       | [ 9 ]  |
| 1956 | 501       | [ 9 ]  |
| 1973 | 773       | [ 10 ] |
| 1975 | 0751 ¹    | [ 11 ] |
| 1980 | 0742 ¹    | [ 12 ] |

| Jahr | Einwohner | Quelle |
| ---- | --------- | ------ |
| 1985 | 731 ¹     | [ 12 ] |
| 1990 | 749 ¹     | [ 12 ] |
| 1995 | 823 ¹     | [ 12 ] |
| 2000 | 883 ¹     | [ 12 ] |
| 2005 | 861 ¹     | [ 12 ] |
| 2010 | 842 ¹     | [ 12 ] |
| 2014 | 827 ¹     | [ 1 ]  |
| 2017 | 850 ²     |        |
| 0    | 0         | 0      |

¹ jeweils zum 31. Dezember

² laut Infobox

## Politik

### Ortsrat
Der Ortsrat von Elmlohe setzt sich aus fünf Ratsmitgliedern zusammen, die durch eine Kommunalwahl für jeweils fünf Jahre gewählt. Die aktuelle Amtszeit begann am 1. November 2021 und endet am 31. Oktober 2026.
Aus den Ergebnissen der vergangenen Ortsratswahlen ergaben sich folgende Sitzverteilungen:
| Wahljahr | WGW | Einzel | CDU | SPD | Gesamt  |
| -------- | --- | ------ | --- | --- | ------- |
| 2021     | 4 | 1      | –   | –   | 5 Sitze |
| 2016     | 3 | –      | 1   | 1   | 5 Sitze |
|          | __________________________ WGW: Wählergemeinschaft Wesermünde, Gemeindegruppe Elmlohe Einzel 2021: Felix Schloßhauer |        |     |     |         |

### Ortsbürgermeister
Der Ortsbürgermeister von Elmlohe ist seit dem 20. Januar 2015 Henning von der Lieth (CDU). Sein Stellvertreter ist Arne Brauer (WG WEM).

### Wappen
Der Urentwurf des Kommunalwappens von Elmlohe stammt von dem Heraldiker und Wappenmaler Gustav Völker, der an die 25 Gemeindewappen für den Landkreis Cuxhaven entworfen hat. Bei der Zusammenlegung mit der Gemeinde Marschkamp floss der Entwurf des Heraldikers und Wappenmalers Albert de Badrihaye, der zahlreiche Wappen im Landkreis Cuxhaven erschaffen hat, mit in das Wappen ein.
| Wappen von Elmlohe | Blasonierung: „In Blau drei goldene, in Gabelstellung, die Stiele zueinander gewendete Ulmenblätter, zwischen zwei zum Halbkranz gelegten silbernen Eichenzweigen über einem silbernen Balken in Wellenschnitt.“                 |
| Wappen von Elmlohe | Wappenbegründung: Die Ulmenblätter weisen auf die Deutung der Ortschaft Elmlohe als Ulmengehölz hin. Die Eichenzweige sind Sinnbilder des Waldes der Ortschaft Marschkamp. Der Balken in Wellenschnitt weist auf die Geeste hin. |

### Alte Wappen von Elmlohe und Marschkamp
Diese alten Wappenentwürfe verschmolzen nach der Gebietsreform zum aktuellen Wappen von Elmlohe.
| Elmlohe                     | Marschkamp                        |
| --------------------------- | --------------------------------- |
| von Gustav Völker entworfen | von Albert de Badrihaye entworfen |

## Kultur und Sehenswürdigkeiten

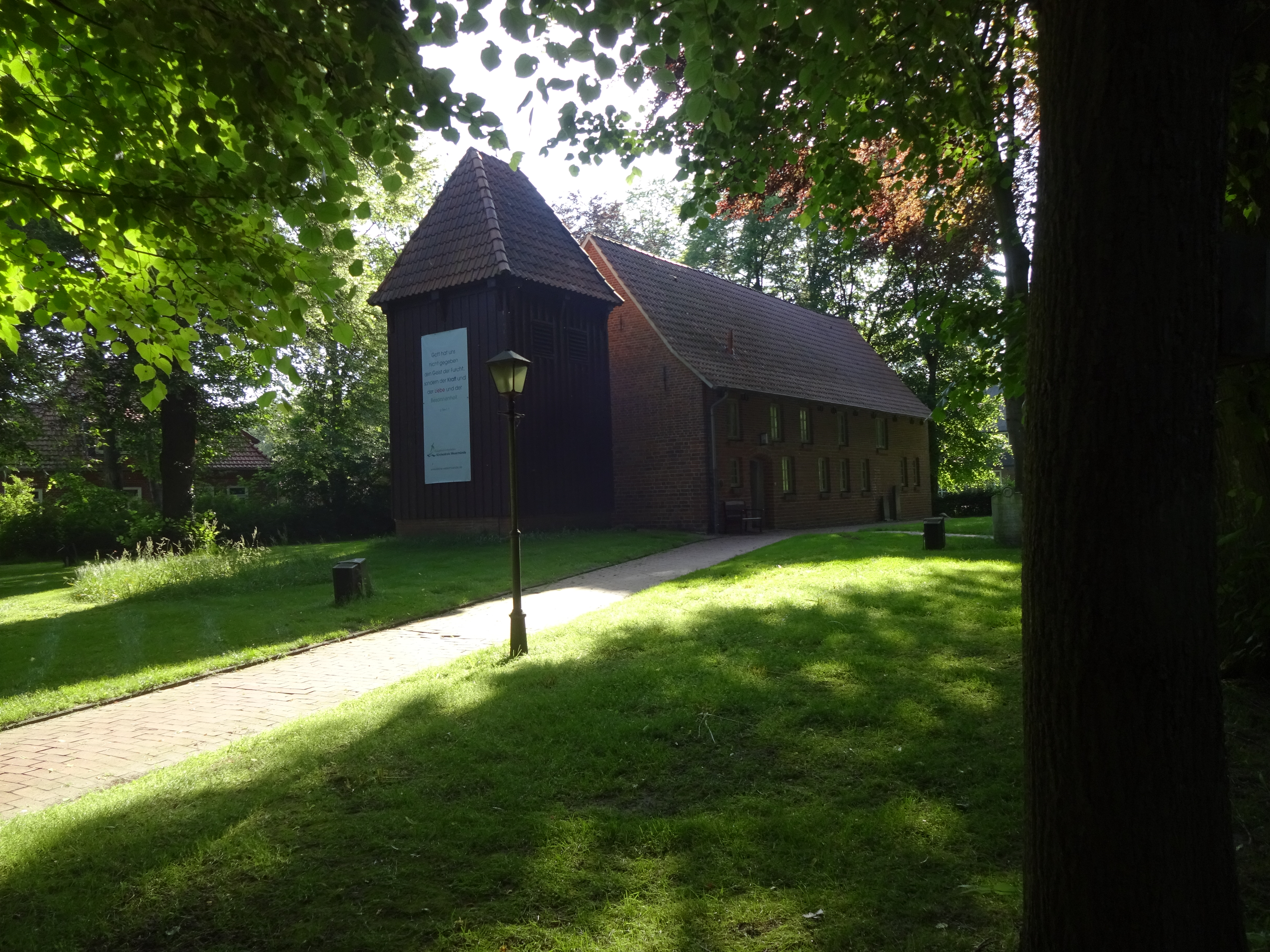
Liebfrauenkirche in Elmlohe

### Bauwerke
- Die Liebfrauenkirche besteht seit 1346. Sie wurde mit Einwilligung des Erzbischofs von Bremen gegründet, da der Weg zur Mutterkirche in Debstedt zu der Zeit auf Grund der Feindschaft mit den Friesen des Landes Wursten zu gefährlich war. Der Altar stammt von 1645, das Altarbild zeigt das letzte Abendmahl. Die Kirche war nach der Reformation evangelisch-lutherisch, nachdem das Amt Bederkesa unter der Stadt Bremen reformiert geworden war.
- 1962 begannen in der Gemarkung Elmlohe die Vorarbeiten für den Bau der Grundnetzschalt- und Vermittlungsstelle der Bundeswehr (GSVBw) 22. Diese stark verbunkerte Fernmeldeanlage war Bestandteil des bundesweiten Bundeswehr-Kommunikationsnetzes und sollte die Kommunikationsfähigkeit im Verteidigungsfall sicherstellen. Der militärische Betrieb wurde 1996 eingestellt. Im Februar 2009 hat der Verein Vorbei e. V. die Anlage von der Bundesanstalt für Immobilienaufgaben erworben, um dort ein Museum einzurichten.
- Wohn- und Wirtschaftsgebäude Gallbergstraße 18 von 1817

### Sport

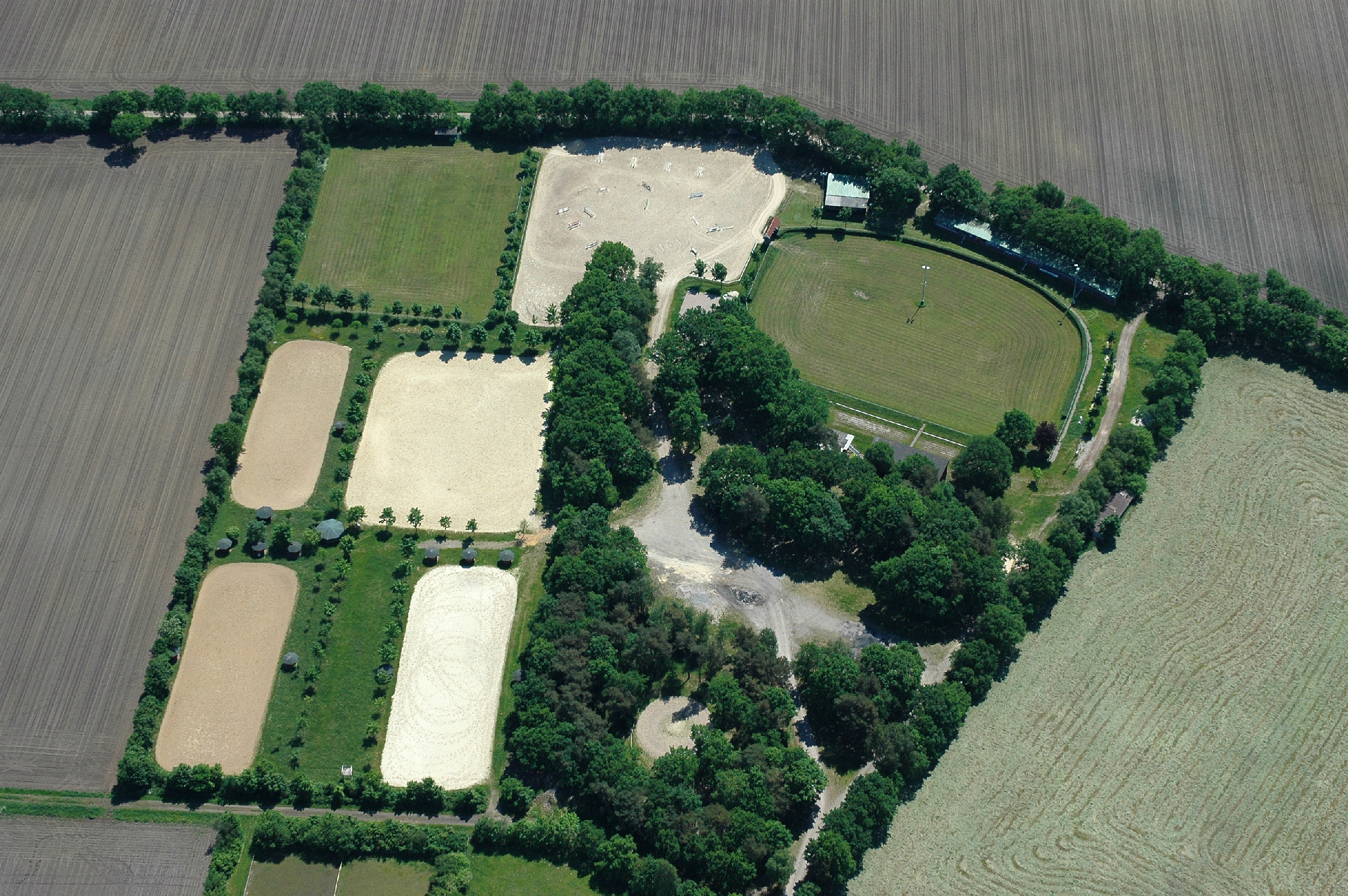
Turnierplatz

Jährlich finden am letzten Wochenende im Juli die Elmloher Reitertage statt. Dieses Reitturnier mit internationaler und hochrangiger Besetzung hat Elmlohe auch weit über die Grenzen des Landkreises Cuxhaven hinaus bekannt gemacht.

## Wirtschaft und Infrastruktur

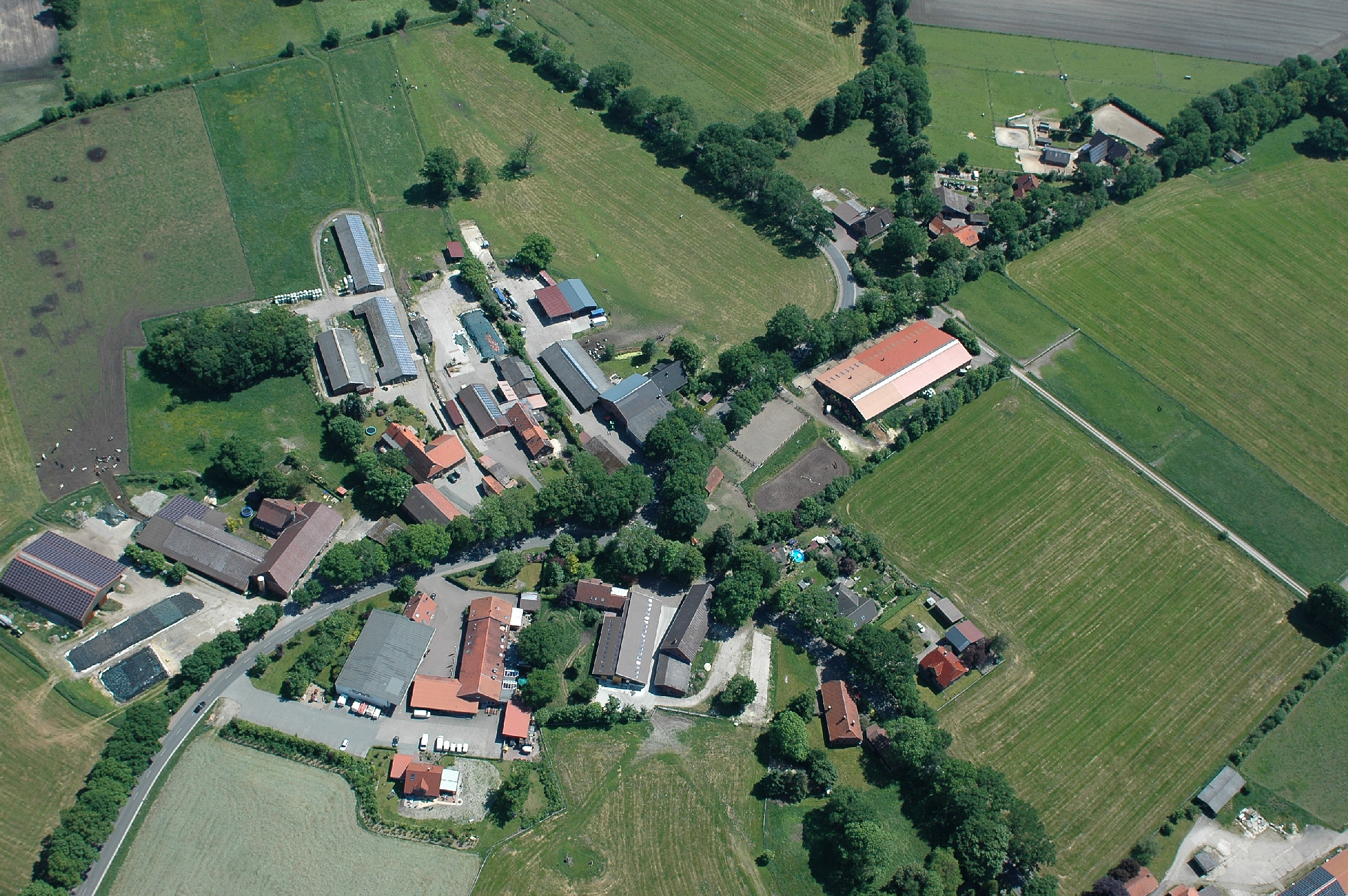
Landwirtschaftliche Betriebe

Elmlohe ist geprägt von der Landwirtschaft, wobei hier der Schwerpunkt auf der Viehwirtschaft liegt. Daneben hat sich jedoch auch die Pferdezucht sowie der Pferdesport als Wirtschaftsfaktor etabliert. Dies sowie die Lage in einer Urlaubsregion trägt dafür Sorge, dass auch der Freizeit- und Touristiksektor (Vermietung von Ferienwohnungen) gerade in den Sommermonaten eine große Rolle spielt.

### Ansässige Unternehmen
Im Ort befinden sich unter anderem eine Tankstelle, ein Getränkehandel, zwei Bewirtungsbetriebe, drei Biogasanlagen, ein Landmaschinenhandel, eine Filiale der Raiffeisengenossenschaft, eine Tischlerei und eine Zimmerei.

### Bildung
Zusammen mit der Ortschaft Drangstedt teilt sich Elmlohe eine Grundschule mit Ganztages-Angebot, wobei die ersten und zweiten Klassen im Standort Elmlohe und die dritten und vierten Klassen im Standort Drangstedt unterrichtet werden. Weiterführende Schulen befinden sich in Bad Bederkesa. Dort gibt es die Oberschule und das Niedersächsische Internatsgymnasium (NIG).

## Sagen und Legenden
- Die Liethenburg in Elmlohe
- Der Priestermord und seine Sühne